# 元寿興
元 寿興（げん じゅこう、生没年不詳）は、北魏の皇族。字は寿興。諱は昞、昺、景、秉とも書かれる。

## 経歴
城陽公拓跋忠の子として生まれた。若くして聡明で学問を好んだ。宣武帝の初年、徐州刺史となったが、官にあって収奪や暴行をおこない、人心を失った。かれの従兄の元暉は、寿興を憎んでおり、宣武帝に寿興の非行を訴えた。宣武帝の命を受けて尚書の崔亮が調査に向かった。崔亮は元暉の意を受けて、3人の寡婦に言い含めて、寿興のために婢にされたと誣告させた。寿興は外弟の薛修義の車に乗って脱出し、河東郡に入って、薛修義の家にかくまわれた。恩赦にあって、宣武帝と面会し、元暉の讒言であったと訴えたが、宣武帝に聞き入れられなかった。
かつて寿興が太子中庶子であったとき、王顕が東宮につとめていたが、寿興は王顕をいやしんで、公の事件にかこつけて杖罰30回を加えた。王顕が宣武帝に気に入られて、御史中尉となると、寿興が家でことあるごとに怨言を吐き、朝廷を誹謗していると上奏した。このとき宣武帝は深酒をして前後不覚であったため、上奏をそのまま裁可して、寿興の死刑を命じた。刑が執行される日、王顕は自ら赴いてこれを見に行った。寿興は「洛陽の男子、姓は元、名は景。道ありて時無く、その年永からず」と墓誌銘を自作した。「わたしの棺の中に100枚の紙と筆2本を入れてくれ。わたしは地下で王顕を訴えたいのだ。もし孝文帝の霊が知ったならば、100日のうちに必ずや王顕の命を取ってくれよう。もし知られることがなければ、また何の惜しむに足りようか」と息子に遺言した。515年（延昌4年）、宣武帝が死去すると、王顕もまもなく殺された。当時の世論は、寿興の死も前任の御史中尉（王顕）による讒言弾劾によるものとみなした。霊太后が臨朝称制すると、三公郎中の崔鴻が寿興の名誉回復を求める上疏をおこない、冤罪はそそがれて、豫州刺史の位を追贈された。諡は荘といった。

## 伝記資料
- 『魏書』巻15 列伝第3
- 『北史』巻15 列伝第3